# Ptychobranchus occidentalis
Ptychobranchus occidentalis är en musselart som först beskrevs av Conrad 1836.  Ptychobranchus occidentalis ingår i släktet Ptychobranchus och familjen målarmusslor. IUCN kategoriserar arten globalt som nära hotad. Inga underarter finns listade i Catalogue of Life.